# 中国苣属
中国苣属（学名：Sinoseris）是菊科下的一个属，2020年由莴苣属和耳菊属中的单系群合并而成。

## 下属物种
本属包括以下物种：
- 肇骞中国苣 Sinoseris changii Ze H.Wang, N.Kilian & H.Peng， 本种以中国科学院院士、植物学家张肇骞的名字命名。
- 木里中国苣 Sinoseris muliensis (Y.S.Chen, Lian S.Xu & R.Ke) Ze H.Wang, N.Kilian & H.Peng
- 中国苣 Sinoseris scandens (C.C.Chang) Ze H.Wang, N.Kilian & H.Peng